# Maul

Formazione di una maul

Nel rugby si ottiene una maul quando il giocatore portatore della palla viene trattenuto da uno o più avversari, e quando uno o più compagni di squadra del portatore di palla si legano ad esso.
Una volta che la maul è formata gli altri giocatori possono prendervi parte ma, come nella ruck, devono farlo dalla parte della loro metà campo legandosi da dietro al loro ultimo compagno che ne prende parte. Se la maul arresta il suo avanzamento l'arbitro segnala il primo "stop" e nel caso in cui non si riesca ad avanzare al secondo tentativo, oppure non sia possibile recuperare la palla per continuare l'azione, l'arbitro assegna una mischia ordinata in favore della squadra che non aveva il possesso della palla quando la maul si è formata (fa eccezione il caso in cui la maul si sia formata immediatamente dopo la conquista del pallone successiva ad un calcio che non sia il calcio di inizio).
La tattica del rolling si attua quando la maul è formata, e il pallone viene passato ai giocatori retrostanti che, uno alla volta, escono dalla maul per farle cambiare direzione. Questa tattica può essere estremamente utile per guadagnare terreno e richiede grandi capacità tecniche, sia per attuarla correttamente che per evitarla. È una tattica di gioco impiegata soprattutto dagli avanti dopo una touche vinta oltre la linea dei 22 metri avversaria. 
È scorretto far crollare una maul, così che i giocatori cadano a terra. Gli arbitri prestano molta attenzione affinché qualche giocatore non cerchi di far crollare una maul attuando così una tattica scorretta. Inoltre i giocatori che partecipano alla maul non possono stare con la testa più in basso del bacino.
Una maul tuttavia non è correttamente formata se un compagno di squadra del portatore di palla vi si lega e tutti e due iniziano semplicemente a procedere contro gli avversari. Il giocatore eventualmente situato davanti al portatore di palla sarebbe accidentalmente o di proposito in posizione di fuorigioco e l'arbitro potrebbe quindi assegnare una mischia ordinata o un calcio di punizione a seconda che il fallo venga considerato voluto o non. Questa tattica viene generalmente chiamata dai giocatori, dai commentatori e dagli arbitri con il termine colloquiale di "carretto".
Nel campionato 2008-2009 con l'introduzione delle ELV è stata sperimentata una regola che consentiva ai giocatori che difendono di far cadere la maul, trascinando a terra un avversario, purché lo facessero prendendolo tra le spalle ed i fianchi. Era inoltre consentito avere la testa più in basso del bacino. La nuova regola è stata abbandonata dalla stagione successiva, poiché considerata troppo vantaggiosa per i difensori, che potevano bloccare facilmente la maul facendola crollare.